# Liste der Biografien/Stuv
Liste der Biografien |
Portal Biografien |
Personensuche
# |
A |
B |
C |
D |
E |
F |
G |
H |
I |
J |
K |
L |
M |
N |
O |
P |
Q |
R |
S |
T |
U |
V |
W |
X |
Y |
Z |
?
 
Sa |
Sb |
Sc |
Sd |
Se |
Sf |
Sg |
Sh |
Si |
Sj |
Sk |
Sl |
Sm |
Sn |
So |
Sp |
Sq |
Sr |
Ss |
St |
Su |
Sv |
Sw |
Sy |
Sz
 
Sta |
Ste |
Sth |
Sti |
Stj |
Stl |
Sto |
Str |
Sts |
Stt |
Stu |
Stv |
Stw |
Sty
 
Stua |
Stub |
Stuc |
Stud |
Stue |
Stuf |
Stug |
Stuh |
Stui |
Stuj |
Stuk |
Stul |
Stum |
Stun |
Stup |
Stur |
Stus |
Stut |
Stuu |
Stuv |
Stuw |
Stux |
Stuy
Die Liste der Biografien führt alle Personen auf, die in der deutschsprachigen Wikipedia einen Artikel haben. Dieses ist eine Teilliste mit 14 Einträgen von Personen, deren Namen mit den Buchstaben „Stuv“ beginnt.

## Stuv

### Stuve
- Stüve, Andreas (* 1969), deutscher Volljurist und Polizeipräsident
- Stüve, Carl (1826–1911), Lehrer, Numismatiker und Herausgeber historischer Werke
- Stüve, Georg (1888–1935), deutscher Physiker und Meteorologe
- Stüve, Gustav (1833–1911), deutscher Jurist, Politiker, Verwaltungsbeamter und Kunstsammler
- Stüve, Heinrich David (1757–1813), deutscher Jurist und Bürgermeister von Osnabrück
- Stüve, Heinz-Otto (1921–1946), deutscher KZ-Hauptaufseher, verurteilter Kriegsverbrecher
- Stuve, Johann (1752–1793), philanthropischer Schriftsteller und Pädagoge
- Stüve, Johann Carl Bertram (1798–1872), deutscher Jurist, Historiker und Politiker, Bürgermeister von OsnabrückJohann Carl Bertram Stüve (1798–1872)

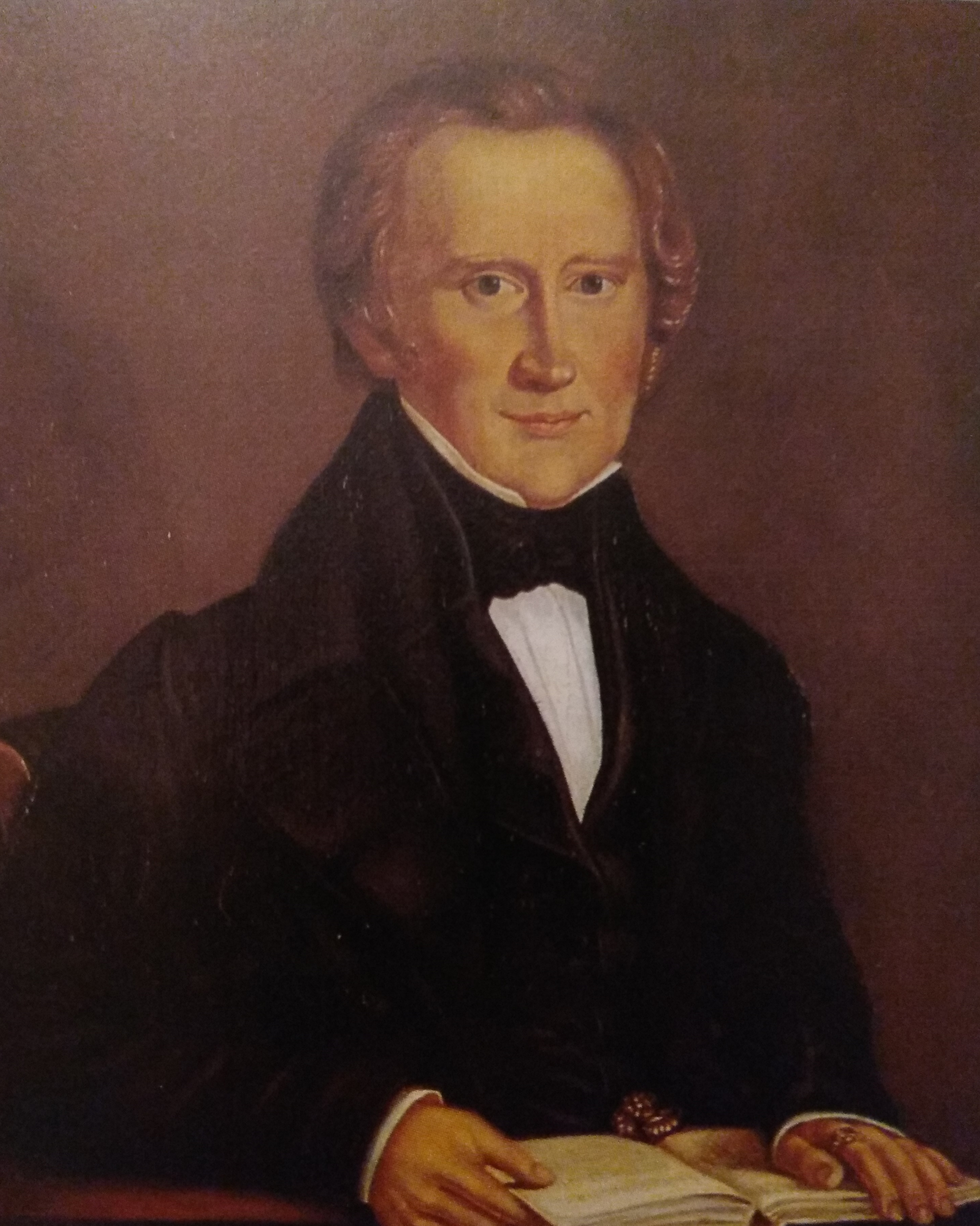
Johann Carl Bertram Stüve (1798–1872)

- Stüve, Johann Eberhard (1715–1798), deutscher Jurist und Politiker
- Stüve, Jonny (1902–1944), deutscher kommunistischer Widerstandskämpfer gegen den Nationalsozialismus
- Stüve, Rudolf (1828–1896), deutscher Architekt und preußischer Baurat
- Stüve, Wilhelm (1872–1921), deutscher Altphilologe
- Stüven, Erika, deutsche Handballspielerin

### Stuvi
- Stuvik, Sandy (* 1995), norwegisch-thailändischer Automobilrennfahrer